# Waleed ash-Shehri
Waleed ash-Shehri (arabiska: وليد الشهري, också transkriberat al-Shehri eller Alshehri), född 20 december 1978 i Asir, Saudiarabien, påstås vara en av kaparna på American Airlines Flight 11 som flög in i World Trade Centers norra torn den 11 september 2001.